# 흑색변
흑색변(黑色便, 영어: melena)은 상부 위장관 출혈을 동반한 흑갈색의 타르와 같은 변을 가리킨다. 흑변(黑便)이라고도 하며, 이에 대한 출혈의 의미로 하혈(下血)이라고 한다. 검은색은 소화 물질과 장내 세균에 의해 변화된 혈내 헤모글로빈에 의해 발생한다.
철분 강장제를 복용하면 위장관 출혈로 인한 발생하는 검은색의 타르같은 변과는 구별되는 검갈색 대변을 일으킬 수 있다.

## 용어
흑색변의 영어 낱말 멜레나(melena)는 근대 라틴어 시대의 19세기 초로 거슬러 올라가며 그리스어 낱말 melaina가 기원이다.

## 병인
흑색변의 가장 일반적인 원인은 위궤양이다.

## 같이 보기
- 혈변